# سیارک ۳۶۹
سیارک ۳۶۹ (به انگلیسی: 369 Aeria، نامگذاری:1893AE) سیصد و شصت و نهمین سیارک کشف شده‌است که در ۴ ژوئیه ۱۸۹۳ و در مارسی کشف شد.
قدر مطلق سیارک برابر ۸٫۵۲ است.